# آبي ماريا هيمنيواي
آبي ماريا هيمنيواي (بالإنجليزية: Abby Maria Hemenway)‏ هي كاتِبة ومؤرخة ومُدرسة وشاعرة أمريكية، ولدت في 7 أكتوبر 1828 في لودلو في الولايات المتحدة، وتوفيت في 24 فبراير 1890 في شيكاغو في الولايات المتحدة بسبب سكتة.

## حياتها المبكرة
ولدت آبي هيمنيواي في لودلو بولاية فيرمونت في 7 أكتوبر 1828. التحقت بأكاديمية النهر الأسود، وبعد ذلك بدأت حياتها المهنية كمدرسة في ميشيغان.
عادت هيمنيواي إلى لودلو، وأصبحت مهتمة بنشر الأدب الخاص بولاية فيرمونت، وحاولت جذب المؤيدين لمشروعها. رفضت الدعم من الطابعات والناشرين الموثوقين، وفي عام 1858 نشرت كتابها "شعر وشعراء فيرمونت"، مختارات من الشعر كتبها كتاب ولاية الجبل الأخضر.